# Aphonoides bituberculatus
Aphonoides bituberculatus är en insektsart som beskrevs av Andrej Vasiljevitj Gorochov 2008. Aphonoides bituberculatus ingår i släktet Aphonoides och familjen syrsor. Inga underarter finns listade i Catalogue of Life.